# Denaverin
Denaverin ist ein Arzneistoff, der als neurotrop-muskulotropes Spasmolytikum Verwendung findet, d. h., es wirkt sowohl auf der Ebene der Nerven als auch der Muskelfasern.
Denaverin wurde 1974 für das VEB Arzneimittelwerk Dresden patentiert und war als Spasmalgan® im Handel (APOGEPHA Arzneimittel GmbH, Dresden).